# Biloserske
Biloserske (ukrainisch Білозерське; russisch Белозёрское Belosjorskoje) ist eine Stadt in der ukrainischen Oblast Donezk mit etwa 11.000 Einwohnern (2025).

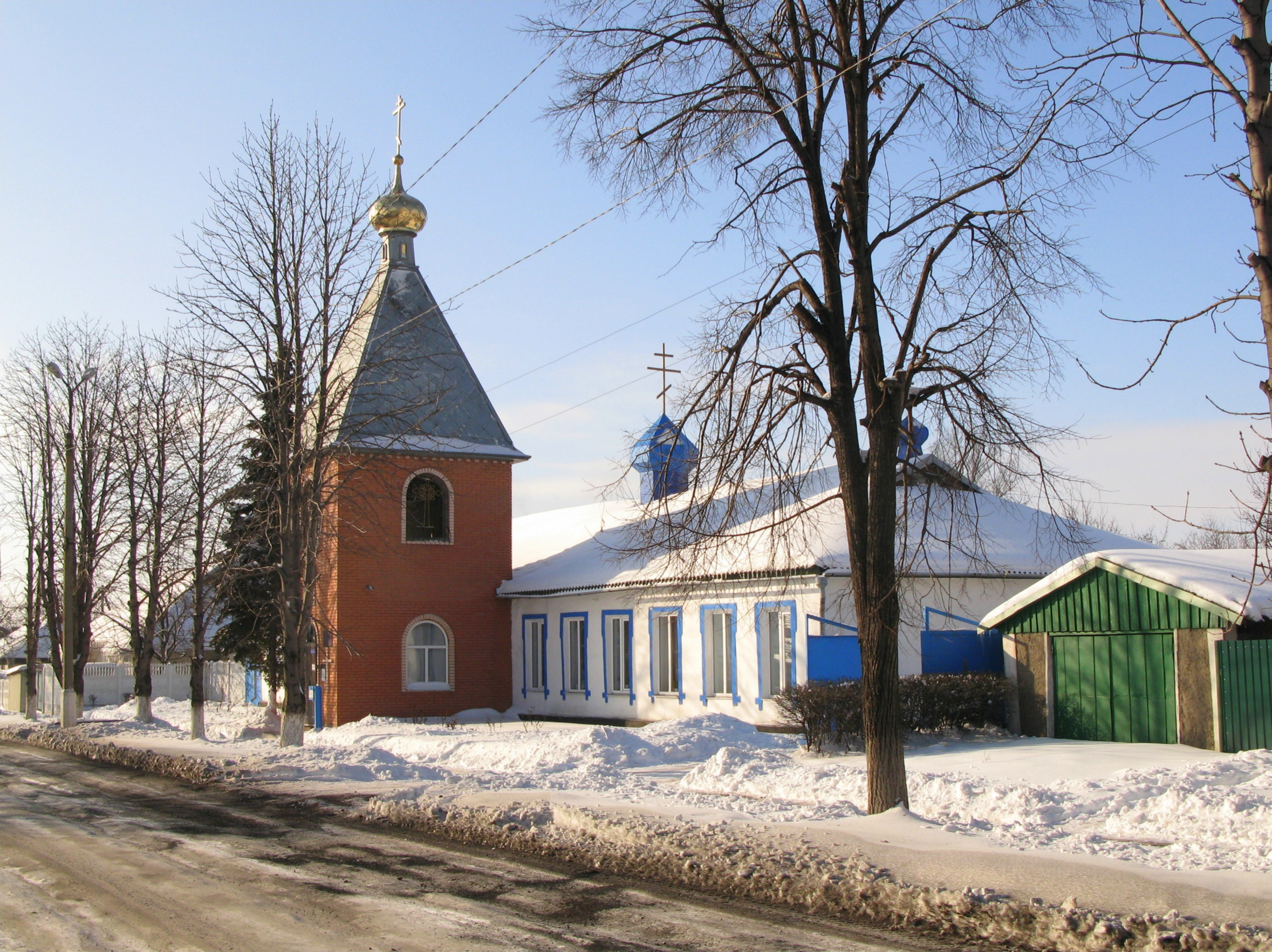
Kirche im Ort

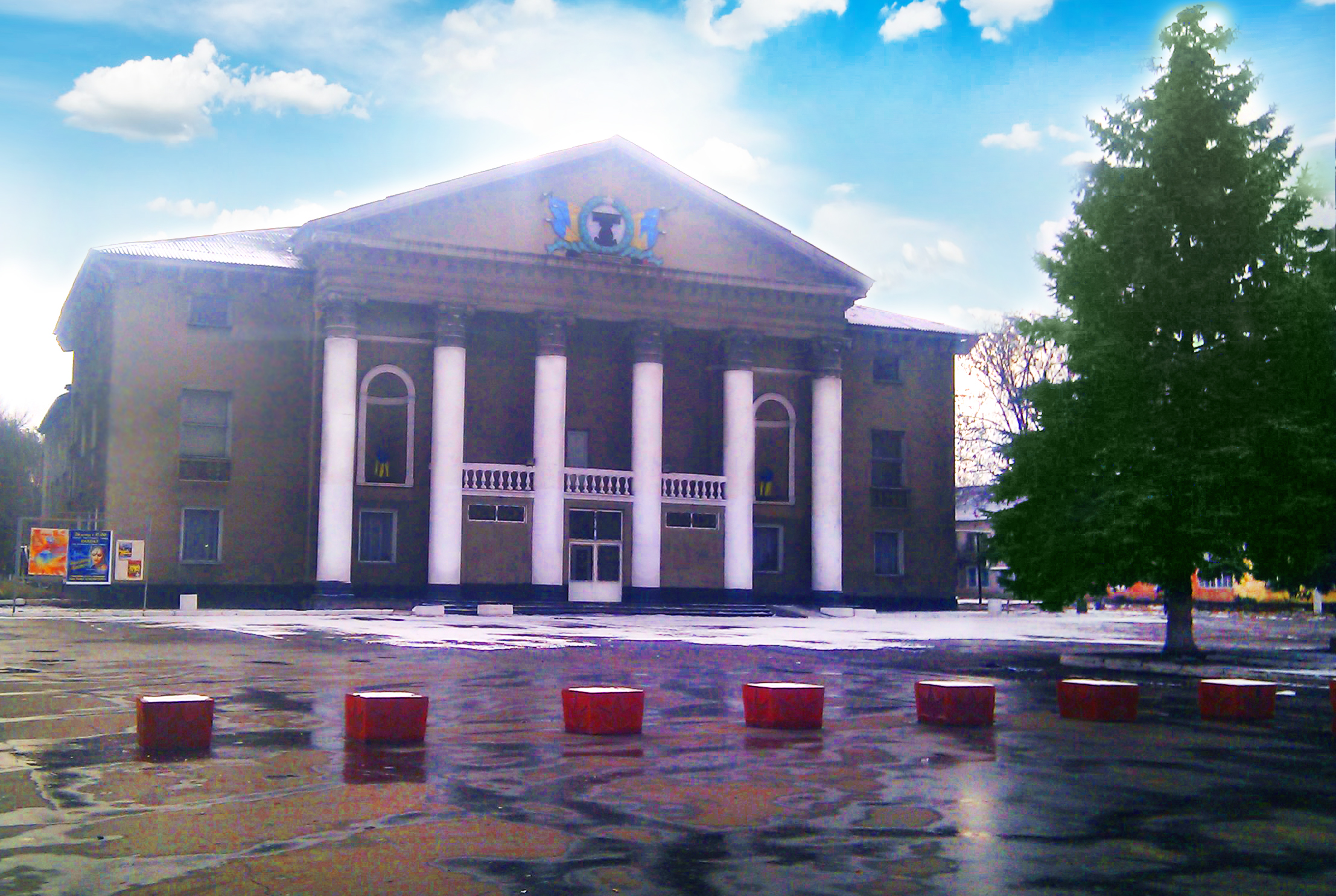
Palast der Kultur in Biloserke

Biloserske wurde 1913 gegründet und erhielt 1966 den Stadtstatus.
Biloserske liegt im Donbass an der Territorialstraße T–05–15 und gehört bis Juli 2020 administrativ zum Stadtkreis der 13 km südlich liegenden Stadt Dobropillja.

## Verwaltungsgliederung
Am 12. Juni 2020 wurde die Stadt zum Zentrum der neugegründeten Stadtgemeinde Biloserske (Білозерська міська громада/Biloserska miska hromada). Zu dieser zählen auch die 5 in der untenstehenden Tabelle aufgelisteten Dörfer sowie die Ansiedlungen Bokowe, bis dahin bildete sie zusammen mit der Ansiedlung Bokowe die gleichnamige Stadtratsgemeinde Biloserske (Білозерська міська рада/Biloserska miska rada) als Teil der Stadtgemeinde Dobropillja, welche direkt der Oblastverwaltung unterstand und im Nordwesten des ihn umschließenden Rajons Dobropillja lag.
Seit dem 17. Juli 2020 ist sie ein Teil des Rajons Pokrowsk.
Folgende Orte sind neben dem Hauptort Biloserske Teil der Gemeinde:
| Name                     | Name         | Name                           |
| ukrainisch transkribiert | ukrainisch   | russisch                       |
| ------------------------ | ------------ | ------------------------------ |
| Blahodat                 | Благодать    | Благодать (Blagodat)           |
| Bokowe                   | Бокове       | Боковое (Bokowoje)             |
| Nowowodjane              | Нововодяне   | Нововодяное (Nowowodjanoje)    |
| Perwomajske              | Первомайське | Первомайское (Perwomaiskoje)   |
| Wesna                    | Весна        | Весна                          |
| Wessele Pole             | Веселе Поле  | Весёлое Поле (Wessjoloje Pole) |